# Осетроподібні

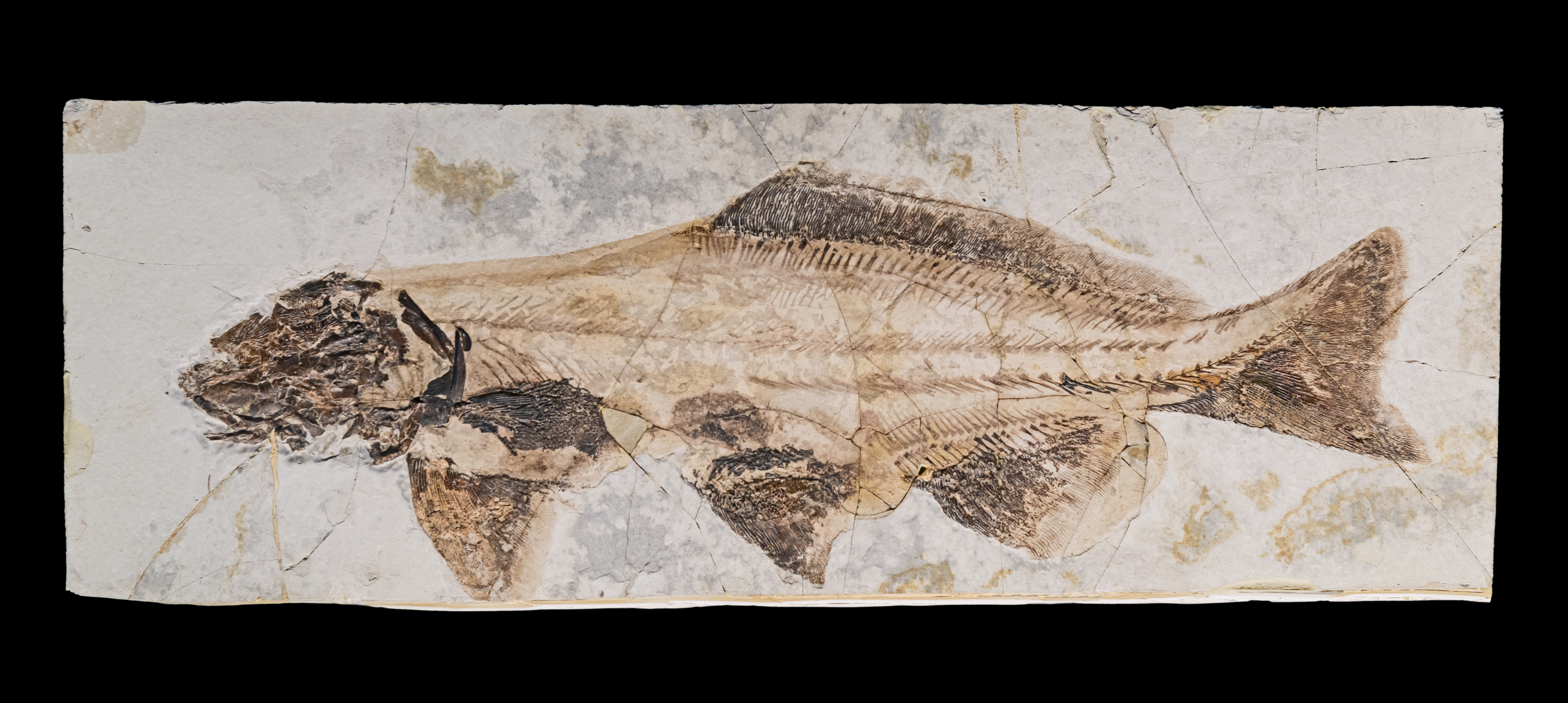
Peipiaosteidae — Yanosteus longidorsalis

Осетроподібні (Acipenseriformes) — ряд променеперих риб з підкласу хрящових ганоїдів.
Характерні особливою будовою: довге рило, рот із вусиками (розташований на нижньому боці голови), асиметричний плавець, у верхній лопаті якого розміщується частина хребта. Уздовж тіла розташовані ряди товстих кісткових лусок. Грудні і черевні плавці прикріплюються до тіла горизонтально. Є плавальний міхур. Водиться виключно в Північній півкулі. Самиці цього ряду можуть відкладати до 5 млн ікринок.

## Внутрішня будова
Майже весь скелет хрящовий, лише деякі частини скостенілі. Кістки є лише у черепі Протягом життя зберігається хорда.

## Середовище існування
Донні риби, пристосовані до живлення придонними тваринами. Вони живляться зазвичай хребетними і безхребетними тваринами. Більшість осетроподібних — прохідні, вони проживають у морях, а розмножуються у річках.
Представники: севрюга, білуга, осетер європейський, стерлядь та інші.

## Класифікація
Ряд включає 2 підряди (1 вимерлий і 1 сучасний) та 3 родини (1 вимерла і 2 сучасні):
- Підряд †Peipiaosteoidei
  - Родина †Peipiaosteidae
- Підряд Acipenseroidei
  - Родина Веслоносові (Polyodontidae)
  - Родина Осетрові (Acipenseridae)

## Численність видів
Види цього ряду — найменш численні серед риб, через масовий вилов, браконьєрство та інші несприятливі фактори.